# Styreform
Styreform er måden en stat styres på, herunder hvilke grundlæggende normer, regler og love der bestemmer hvordan politiske beslutninger tages, samt hvem der kan træffe disse.
En stats styreform hviler på nogle normer og principper, der kan være mere eller mindre eksplicit formuleret, eksempelvis i form af en grundlov, der bestemmer de grundlæggende retningslinjer for det politiske system.
I Danmark har man konstitutionelt monarki.

## Liste med styreformer
Listen er sorteret alfabetisk.
- Adelsvælde
- Absolut monarki (enevælde, autokrati)
- Anarki
- Aristokrati
- Demokrati
- Despoti
- Diktatur
- Direkte demokrati
- Konstitutionelt monarki
- Meritokrati
- Monarki
- Oligarki
- Oplyst enevælde
- Parlamentarisme
- Plutokrati
- Præsidentialstyre
- Republik
- Teknokrati
- Teokrati
- Tyranni